# Diospyros magogoana
Diospyros magogoana är en tvåhjärtbladig växtart som beskrevs av Frank White. Diospyros magogoana ingår i släktet Diospyros och familjen Ebenaceae. Inga underarter finns listade i Catalogue of Life.